# باستاو
باستاو (به صربی: Bastav) یک منطقهٔ مسکونی در صربستان است که در اوبرنوواتس واقع شده‌است.